# Gunnar Tonnquist
Gunnar Tore Johannes Tonnquist, född 24 april 1925 Hankow i Hupeh i Kina, död 30 juli 2024 i Solna distrikt, var en svensk fysiker och färgforskare. Han är en av upphovsmännen till NCS-systemet och erhöll 1997 den internationella färgorganisationen AIC:s stora pris Judd award.

## Biografi
Gunnar Tonnquist föddes 1925 i Kina som son till det svenska missionärsparet Sven Tonnquist och Edit, född Ekedahl. 1950 tog han civilingenjörsexamen i teknisk fysik vid KTH och arbetade sedan som forskningsingenjör och så småningom laborator vid FOA, där han samarbetade nära med färgforskningspionjären Tryggve Johansson.
Från 1964 ingick Gunnar Tonnquist, tillsammans med Anders Hård och Lars Sivik, i det forskningsteam som arbetade fram Natural Colour System (NCS). NCS antogs som svensk standard år 1979. År 1967 deltog Tonnquist som svensk representant vid bildandet av den internationella färgorganisationen AIC, Han har också varit ledamot i Sveriges Standardiseringskommissions (SIS) tekniska nämnd och svensk delegat i Internationella Belysningskommissionen (CIE) där han bland annat varit ordförande för subkommittén för färgterminologi.
År 1997 erhöll Tonnquist, tillsammans med Hård och Sivik, AIC:s stora pris för det mångåriga arbete som lett fram till NCS. I boken Färgsystemanalys (1995) beskriver han såväl NCS-systemet som andra sätt att mäta och systematisera färger.
Tonnquist var aktiv som folkpartistisk kommunalpolitiker i sin hemkommun Solna. Han var ledamot i stadsfullmäktige / kommunfullmäktige år 1953–1998 och dess ordförande 1991–1994. Utöver detta arbetade han med släktforskning.